# Calvin und Hobbes
Calvin und Hobbes (Originaltitel: Calvin and Hobbes) ist ein Comicstrip von Bill Watterson. Die beiden Hauptfiguren des Strips sind Calvin, ein sechsjähriger Junge, der mit seinen Eltern in einem Vorort einer nie benannten amerikanischen Stadt lebt, und sein einziger Freund, der Tiger Hobbes.

## Inhalt
Der Comicstrip erzählt hauptsächlich isolierte Episoden aus dem Alltag des sechsjährigen Calvin – etwa Familie, Schule, Spiel. Häufig stößt er dabei auf interessante Fragen oder zieht unerwartete Schlussfolgerungen. Eine Entwicklung der Figuren unterbleibt; Calvin ist vom Erscheinen bis zum Einstellen des Strips ein Sechsjähriger, obwohl die Zeit im Kontext eindeutig fortschreitet (Wechsel der Jahreszeiten, Schulferien und Beginn des Schuljahres) und die ihm in der Schule gestellten Aufgaben oftmals schon Mittelstufenniveau haben.
Namensgeber für die beiden Comic-Figuren sind Johannes Calvin („der an die Vorherbestimmung glaubte“; Calvin sagt in einem Strip dasselbe von sich, um „nicht selbst für seine Taten verantwortlich“ zu sein) und Thomas Hobbes („der ein recht düsteres Bild von der menschlichen Natur gezeichnet hat“; auch Hobbes hat ein negatives Menschenbild und einen gewissen „Stolz darauf, kein Mensch zu sein“).

### Hauptfiguren

#### Calvin
Die Wirkung des Comicstrips basiert auf der Wahrnehmung der komplizierten Erwachsenenwelt aus den Augen eines kleinen Jungen. So wird oftmals die allgegenwärtige Hektik und die übertriebene Ernsthaftigkeit der Erwachsenenwelt karikiert, allerdings ohne dass Calvin eine positive moralische Instanz darstellte (dafür ist eher Hobbes zuständig).
Calvins Betrachtungen sind oft meilenweit entfernt von der Naivität eines normalen Sechsjährigen, auch sein Vokabular und sprachliches Ausdrucksvermögen ist häufig nicht das eines Kindes, sondern dem eines Erwachsenen ebenbürtig. Die Komik des Strips entsteht auch aus der großen Fallhöhe zwischen der vom Leser erwarteten Unschuld des kleinen Jungen und seinen zynischen, erfahrungssatten Kommentaren und Verhaltensweisen, mit denen er sich über die oft ethisch reifen Kommentare seines Freundes Hobbes hinwegsetzt.
Calvin hat mehrere Alter Egos, mit denen er häufig Tagträume durchlebt: der Raumfahrer „Spiff“ (der gegen Aliens kämpft, deren Äußeres der Kleidung seiner Lehrerin entspricht), der Superheld „der Unfassbare“ („Stupendous Man“) und seltener auch der Privatdetektiv „Tracer Bullet“. Meist entpuppen sich Abenteuer dieser Identitäten am Schluss des Strips als transformierte Alltagsszenen.
Die Figur Calvin verändert sich im Laufe der Zeit optisch – seine Gesichtszüge, anfangs eher simpel gezeichnet, werden nach und nach detaillierter und facettenreicher. Unverändert bleibt sein blondes strubbeliges Haar, als Zackenkurve gezeichnet, das nur dann geglättet wird, wenn er sich „fein machen“ muss.

#### Hobbes
Der Tiger Hobbes ist Calvins bester und möglicherweise einziger Freund; außerhalb der Schule sind die zwei unzertrennlich. Er erscheint in zwei gegensätzlichen Existenzformen: Alle anderen Menschen sehen ihn als ein großes Stofftier, das Calvin immer bei sich hat. Calvin dagegen nimmt Hobbes als lebenden vermenschlichten Tiger wahr, der spricht, denkt und handelt und oft genug sogar seinen Gegenpart bildet. Diese zwei Daseinsformen unterscheiden sich auch zeichnerisch stark: Der lebende Hobbes ist doppelt so groß wie Calvin, hat ein Gesicht mit weißem Backenbart und ausgeprägter Mimik, er geht aufrecht, seine Vorderpfoten funktionieren wie menschliche Hände, die Extremitäten sind bis in die Krallen differenziert. Der Stofftiger dagegen ist schlicht gearbeitet mit ausdruckslosem Gesicht, nicht größer als Calvin, seine Gliedmaßen sind durch stumpfe Würste mehr angedeutet.
Hobbes erscheint im Comic in der lebenden Form, wenn er allein oder nur mit Calvin im Bild ist, und als Stofftier, sobald noch weitere Menschen beteiligt sind. Das kann innerhalb eines kurzen Strips mehrmals wechseln. Selbst wenn der lebende Hobbes von Calvin fotografiert wird, ist für andere Menschen auf dem Bild anschließend nur der Stofftiger zu sehen. Die Folgen seines Handelns dagegen bleiben erhalten: Wenn Hobbes beispielsweise bei einer Prügelei Calvins Kleidung verwüstet, dann sehen die Eltern anschließend zwar Hobbes nur als Stofftier neben Calvin liegen, aber Calvins Kleidung ist weiterhin verwüstet. Zu einigen Gelegenheiten durchdringen Hobbes’ zwei Rollen einander, etwa wenn Calvins Mutter eine aufgeplatzte Naht des Stofftigers flickt und Calvin ihr tieftraurig die Instrumente anreicht wie in einem Operationssaal.
Hobbes wird im allerersten Strip von Calvin eingefangen; während dieser seinem Vater begeistert von der Tigerfalle erzählt, die er aufgestellt hat, mit einem Thunfisch-Sandwich als Köder, hängt Hobbes schon darin.
Häufig wird Hobbes’ Ambiguität dahingehend aufgelöst, dass Calvin sich das geliebte Stofftier lediglich in seiner Phantasie als lebenden Tiger vorstelle. Doch die vielen Gags, die der Strip aus dem physischen Zusammenprall der Protagonisten zieht, wären bei einer reinen Phantasterei Calvins entweder unmöglich oder würden ihren Witz verlieren. Die zwei spielen nicht nur mit-, sondern auch gegeneinander, sie streiten sich und prügeln sich sogar. Watterson selbst tritt solchen Sichtweisen im 10th Anniversary Book entschieden entgegen. Für ihn sind beide Daseinsformen Hobbes’ gleichermaßen real – Hobbes ist ein lebendiger (vermenschlichter) Tiger, wenn er nur mit Calvin zusammen ist, und er ist ein totes Stofftier für alle anderen. Er mache sich keine Gedanken darüber, was Hobbes’ „wahre Natur“ sei, und sehe auch keine Notwendigkeit für eine logisch passende Auflösung. Hobbes’ Gegensätzlichkeit illustriere den Fakt, dass wir alle die Welt unterschiedlich wahrnehmen.

### Nebenfiguren

#### Calvins Mutter
Calvins Eltern haben im Strip keine Namen. Seine Mutter steht im Spannungsfeld zwischen ihrer unverkennbaren Liebe zu Calvin und seinen Launen, die ihre Selbstbeherrschung zum Äußersten strapazieren. Die Genießbarkeit von ihr zubereiteter Mahlzeiten wird von Calvin durch angeekelte Blicke und Ausrufe regelmäßig infrage gestellt. Es gelingt ihr allerdings immer, Calvin gegen seinen Willen in die Badewanne zu stecken. Wenn Calvin ein echtes Problem hat, vertraut er ihr grenzenlos.

#### Calvins Vater
Patentanwalt in einem Hochhausbüro in der Stadt. Berufliche Langeweile gleicht er in der Freizeit durch Fahrradfahren, Zelten und Angeln aus – sehr zum Leidwesen Calvins, der sich seinerseits dabei langweilt. Calvins Vater gibt ihm auch gerne zu technischen oder wissenschaftlichen Fragen absichtlich völlig falsche Antworten, die Calvin ihm glaubt. Calvin bewertet seinen Vater gelegentlich anhand von Umfragen unter allen Sechsjährigen und Tigern im Haushalt und gibt ihm Ratschläge zur Imageverbesserung.

#### Fräulein Wurmholz
Calvins Klassenlehrerin und (aus seiner Sicht) größte Gegnerin. Sie steht kurz vor dem Ruhestand und verzweifelt daran, dass all ihre Pädagogik an Calvin abprallt. In seinen Tagträumen im Unterricht tritt sie häufig als Urweltmonster in Erscheinung, das ihn angreift. Sie ist benannt nach Wormwood, dem Unterteufel aus C. S. Lewis’ Buch Dienstanweisung für einen Unterteufel. Der englische Name Wormwood wäre eigentlich mit Wermut zu übersetzen.

#### Susi Derkins
Eine in der Nachbarschaft wohnende Klassenkameradin Calvins, die alle Abneigung abbekommt, die kleine Jungen (angeblich) gegenüber gleichaltrigen Mädchen hegen. Calvin sieht es als seine Lebensaufgabe an, sie durch herabsetzende Bemerkungen oder gemeine Streiche zu ärgern, während sie ihn verachtet und von ihm einfach nur in Ruhe gelassen werden will. Susi wirkt reifer und intelligenter und ist vor allem in der Schule viel besser als er. Indem sie ihm bei Bedarf falsche Antworten vorsagt, revanchiert sie sich für seine Gemeinheiten. Watterson deutet an, dass Calvin insgeheim in Susi verliebt ist.

#### Rosalyn
Die einzige Babysitterin, die Calvin bezwingen kann (und sich das fürstlich bezahlen lässt). Er fürchtet sie geradezu. In einigen Strips entwickelt sich andererseits auch gegenseitiger Respekt.

#### Moe
Schulschläger, der Calvin bei jedem Aufeinandertreffen bedroht und ihn oft genug auch verprügelt. Obwohl gleichaltrig, wirkt er deutlich älter als Calvin (Calvin bezeichnet ihn einmal als einen Sechsjährigen, der sich rasiert) und karikiert damit den „gemeinen großen Jungen“, der sich nur an Schwächere heranwagt. Calvin wird von ihm Twinky genannt, was sich etwa mit „Bürschchen“ übersetzen lässt und eine sexuelle Nebenbedeutung hat.

## Geschichte
Zum ersten Mal erschien Calvin und Hobbes am 18. November 1985. Am 31. Dezember 1995 erschien der letzte Comic der Serie. Die Strips wurden zeitweise in über 2400 Zeitungen veröffentlicht, und es wurden bis 2010 fast 45 Millionen Calvin-and-Hobbes-Bücher verkauft.
Um die Verwertungsrechte entwickelte sich während des zehnjährigen Bestehens der Serie ein bizarrer Streit zwischen Watterson und dem Syndication Network. Watterson bestand darauf, dass der Strip nur als Zeitungsstrip und in Buchform verwertet werden durfte, und legte sogar einen kurzfristigen Streik ein, um T-Shirts und ähnliche Merchandising-Produkte zu verhindern, weil in seinen Augen Calvin kein Kaffeetassenbewohner, sondern eine Comicfigur sei.
Im Herbst 2005 gab Andrews McMeel Publishing in den USA unter dem Titel The Complete Calvin and Hobbes eine Gesamtausgabe heraus.
Im Oktober 2013 erschien im Carlsen Verlag die deutschsprachige Gesamtausgabe mit dem Titel Die Calvin und Hobbes Gesamtausgabe.

## Charakteristika
- Ein festes Ritual ist der von Calvin gehasste Begrüßungsangriff: Bei Calvins Rückkehr aus der Schule wird er von Hobbes, der zu Hause gewartet hat, beim Eintreten wie ein Beutetier angefallen und umgerissen, gemeinsam kugeln sie einige Meter über den Boden. Hobbes entschuldigt das als arttypisches Verhaltensmuster, das er nicht unterbinden könne. Calvins Versuche, durch Täuschungsmanöver dieser Attacke zu entgehen, haben nur selten Erfolg. Watterson erklärte einmal, dass er damit das Verhalten einer Katze nachzeichnete, die dieses Spiel (“sneak and pounce”) mit ihm spielte.[2]
- Calvin nimmt nicht nur Hobbes lebendig wahr. Er wird auch von ihm verhassten Dingen tätlich angegriffen – etwa von Mathebüchern, dem Spinat auf seinem Teller, oder seinem Fahrrad (von dessen Mordabsichten er überzeugt ist).
- Calvin isst alterstypisch ungesund. Zum Frühstück liebt er „Zuckerbomben mit Schokoguss“ („Chocolate frosted sugar-bombs“), die er oft noch mit Sirup anreichert. Als Hobbes das einmal probiert, haut ihn die Süße fast um.
- Calvin und Hobbes betreiben den Club E.M.S.V. („Eklige Mädchen Sollen Verduften“), im englischen Original „G.R.O.S.S.“ („Get Rid Of Slimy girlS“, das englische Wort gross bedeutet „hässlich“, „ekelhaft“). Calvin ist dessen Präsident und selbsternannter Diktator auf Lebenszeit. Die Tagungen finden jeweils im Baumhaus statt. Gelungene Streiche gegen Mädchen (meist Susi Derkins) werden wie militärische Erfolge gefeiert.
- Calvin und Hobbes erfinden erstaunliche Geräte. Zu erwähnen sind vor allem die Zeitmaschine, der „Duplikator“ sowie der „Zellumwandler“ (englisch „Transmogrifier“), der Dinge oder Lebewesen in etwas komplett anderes umwandelt. Diese Maschinen bestehen jeweils aus einer großen leeren Pappkiste (die für die Erwachsenen natürlich auch nur eine solche ist) mit außen angeschriebener Funktion und aufgemalten Bedienelementen.
- Legendär sind Calvins und Hobbes’ Fahrten mit dem Schlitten (Toboggan) und dem „Radio Flyer“ (Bollerwagen). Sie pflegen dabei über die steilsten Hänge und gefährlichsten Schluchten zu fahren und führen nebenbei philosophische Gespräche.
- Calvin interessiert sich brennend für prähistorische Tiere, vor allem Dinosaurier.
- Calvins liebste und einzige Sportart ist Calvinball. Dieses anarchische Spiel hat kein definiertes Ziel und keine festen Regeln, es besteht hauptsächlich in maskiertem lustigem Herumrennen mit einem Baseball und mehreren Fahnen. Bei Bedarf werden Regeln unmittelbar beim Spielen erfunden. Watterson nennt dies „eine […] Idee, die den Geist des Strips einfängt“. Naturgemäß kommt es häufig zum Streit über die Regeln, den meistens Hobbes argumentativ oder in körperlichem Kampf gewinnt.[9]

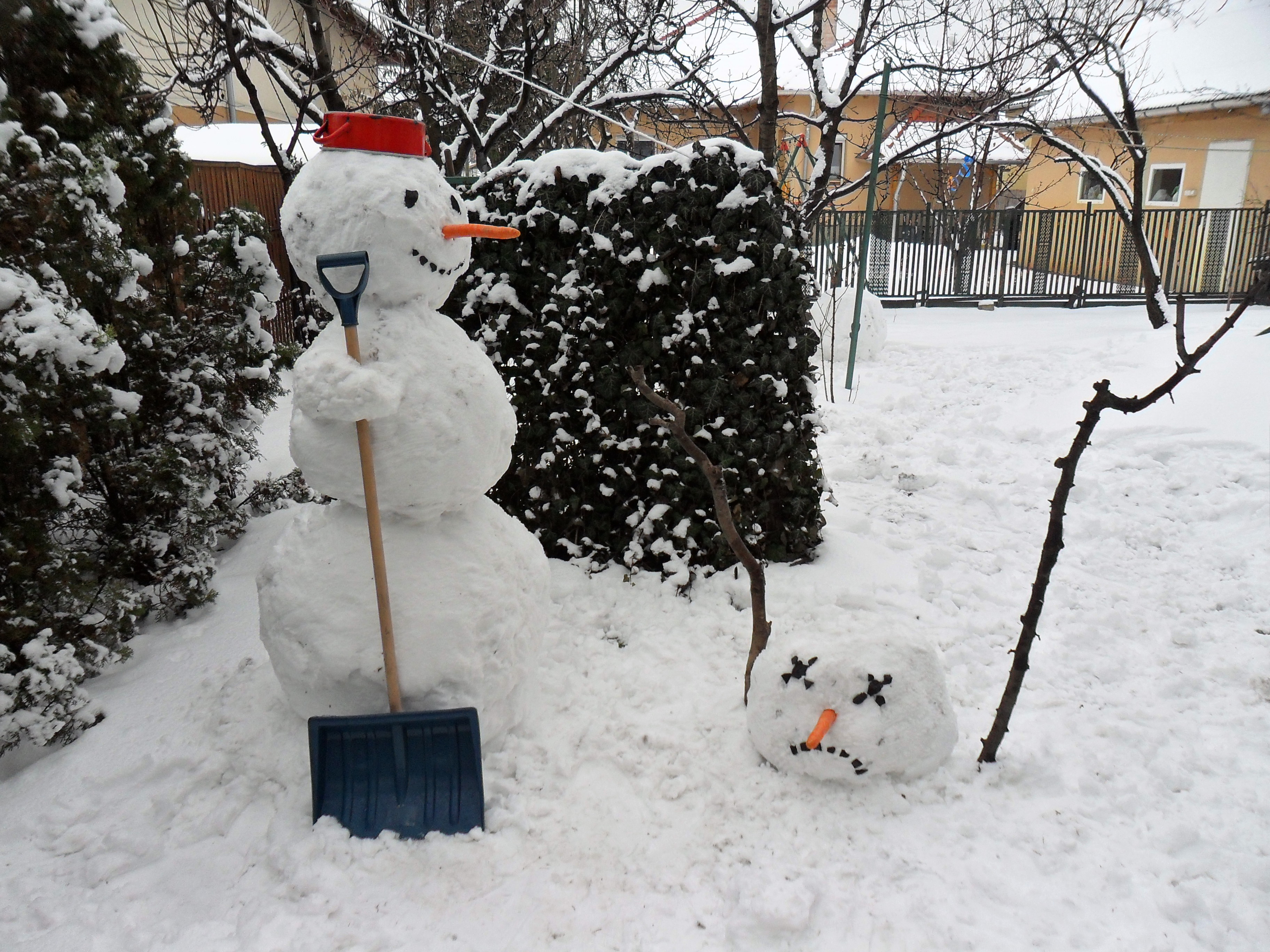
Zwei nach Wattersons Comic gestaltete Schneemänner

- Calvin baut gerne Schneemänner und Schneeskulpturen und stellt mit ihnen makabre, schwarzhumorige Szenen dar – etwa Enthauptungen oder kannibalische Vorgänge. Calvins Eltern sind diese Skulpturen in ihrem Garten peinlich, da ihre Nachbarn dadurch einen Einblick in die Psyche ihres Sohnes und die scheinbar misslungene Erziehung erhalten. Calvin benutzt die Schneeskulpturen auch, um die Eltern-Kind-Beziehung sarkastisch zu kritisieren, indem er z. B. Schneemänner baut, die mit Transparenten gegen das Zimmeraufräumen demonstrieren.
- Calvin hasst baden, weshalb er sich immer wieder Tricks einfallen lässt, es zu vermeiden.
- Calvin zerstört immer wieder einmal versehentlich etwas, wobei er vorher davon überzeugt ist, das Richtige zu tun, und bekommt dann Schwierigkeiten mit seinem Vater. Auch körperliche Strafen werden angedeutet.

## Auszeichnungen
Calvin und Hobbes erhielt u. a. 1990 den Max-und-Moritz-Preis (Bester internationaler Comicstrip) und 2007 den Sondermann-Preis 2007 (Bester Comic international 2007).

## Trivia
- Am 12. August 2017 änderte der Browserhersteller Mozilla das Icon der Nightly-Version von Firefox dahingehend, dass die Firefox-Weltkugel statt von dem üblichen orangeroten Fuchs von einer Hobbes-Figur umschlungen wird. Die Anspielung wurde nicht von allen Benutzern verstanden und führte zu Bug-Meldungen.[10][11]

## Bibliographie
- Bill Watterson: The Essential Calvin And Hobbes. Andrews McMeel Publishing, 1988. (dt. Calvin & Hobbes – Von Monstern, Mädchen und besten Freunden, Carlsen Verlag 2009, ISBN 978-3-551-78628-9)
- Bill Watterson: The Calvin And Hobbes Lazy Sunday Book. Andrews McMeel Publishing, 1989. (dt. Die Calvin & Hobbes Sonntagsseiten, Carlsen Verlag 2011, ISBN 978-3-551-78627-2)
- Bill Watterson: The Authoritative Calvin And Hobbes. Andrews McMeel Publishing, 1990. (dt. Calvin & Hobbes – Von Tigern, Teufelskerlen und nervigen Vätern, Carlsen Verlag 2009, ISBN 978-3-551-78654-8)
- Bill Watterson: Scientific Progress Goes 'Boink'. Andrews McMeel Publishing, 1991. (dt. Calvin & Hobbes – Wissenschaftlicher Fortschritt macht "Boing", Carlsen Verlag 2007, ISBN 978-3-551-78616-6)
- Bill Watterson: The Indispensable Calvin And Hobbes. Andrews McMeel Publishing, 1992. (dt. Calvin & Hobbes – Von Ferien, Fischen und fiesen Mädchen, Carlsen Verlag 2010, ISBN 978-3-551-78657-9)
- Bill Watterson: Attack Of The Deranged Mutant Killer Monster Snow Goons. Andrews McMeel Publishing, 1992. (dt. Calvin & Hobbes – Angriff der durchgeknallten mörderischen Schneemutanten, Carlsen Verlag 2007, ISBN 978-3-551-78617-3)
- Bill Watterson: The Days Are Just Packed. Andrews McMeel Publishing, 1993. (dt. Calvin & Hobbes – Ereignisreiche Tage, Carlsen Verlag 2007, ISBN 978-3-551-78618-0)
- Bill Watterson: Homicidal Psycho Jungle Cat. Andrews McMeel Publishing, 1994. (dt. Calvin & Hobbes – Psycho-Killer-Dschungelkatze, Carlsen Verlag 2008, ISBN 978-3-551-78619-7)
- Bill Watterson: The Calvin and Hobbes Tenth Anniversary Book. Andrews McMeel Publishing, 1995. (dt. Calvin & Hobbes – Das zehn Jahre Jubel-Buch, Carlsen Verlag 2008, ISBN 978-3-551-78629-6)
- Bill Watterson: There’s Treasure Everywhere. Andrews McMeel Publishing, 1996. (dt. Calvin & Hobbes – Schätze! Überall Schätze!, Carlsen Verlag 2008, ISBN 978-3-551-78620-3)
- Bill Watterson: It’s a Magical World. Andrews McMeel Publishing, 1997. (dt. Calvin & Hobbes – Eine Welt voller Wunder, Carlsen Verlag 2008, ISBN 978-3-551-78621-0)
- Bill Watterson: Calvin And Hobbes: Sunday Pages 1985–1995. Andrews McMeel Publishing, 2001.
- Bill Watterson: The Complete Calvin and Hobbes. Andrews McMeel Publishing, 2005 (3 Bände im Schuber, gesamt 1.200 Seiten; komplette chronologische Veröffentlichung mit Jahresangaben; ein Strip fehlt, ein Strip wurde nur in veränderter Fassung aufgenommen). (dt. Die Calvin und Hobbes Gesamtausgabe, Carlsen Verlag 2013, ISBN 978-3-551-78838-2)
- Bill Watterson: Calvin und Hobbes. Krüger Verlag (im  S. Fischer Verlag), 1989 (fortlaufende Serie, Nachdruck der US-Paperbacks, teilweise nur in Schwarz-Weiß; insgesamt fehlen etwa 30 Strips; Übernahme der deutschsprachigen Lizenz 2005 durch den Carlsen Verlag).
- Bill Watterson: Calvin und Hobbes. Carlsen Verlag, 2005 (fortlaufende Serie, Nachdruck der US-Paperbacks, allerdings bis Band 7 lediglich in Schwarz-Weiß).
- Die Treasuries genannten Ausgaben The Essential …, The Authoritative … und The Indispensable … enthalten jeweils den Inhalt von zwei der Collections genannten ‚Normalausgaben‘. Die Treasuries sind teils koloriert und enthalten zusätzlich jeweils ein illustriertes Gedicht bzw. einen mehrseitigen Comicstrip als Einleitung; allerdings fehlen einzelne Zeichnungen und Einleitungen aus den Collections, z. B. enthält The Authoritative … nicht den Yukon Song aus Yukon Ho.
  - The Essential Calvin And Hobbes enthält Calvin and Hobbes und Something Under the Bed Is Drooling.
  - The Authoritative Calvin And Hobbes enthält Yukon Ho! und Weirdos From Another Planet!.
  - The Indispensable Calvin And Hobbes enthält The Revenge of the Baby-Sat und Scientific Progress Goes ‚Boink‘.